# ۲۶۴ (قمری)
۲۶۴ قمری، دویست و شصت و چهارمین سال در تقویم هجری قمری است.

## زادگان
- ابوبکر آجری،  فقیه و محدث عراقی.

## درگذشتگان
- دعبل خزاعی، شاعر و مدیحه‌سرای اهل بیت.